# Релігієзнавство
Релігієзнавство — комплекс наукових академічних (теоретичних, дослідницьких та навчальних) дисциплін, що вивчають суспільну природу релігії — її історію, розвиток та місце в культурі та соціумі, типологію та таке інше.
Релігієзнавство вивчає процес виникнення, функціонування й розвитку релігії, її будову, прояви в історії суспільства, роль у житті окремої людини, конкретних суспільств, взаємозв'язок і взаємодію з іншими царинами культури. Це комплексна галузь людського знання. Релігієзнавство сформувалося в результаті зусиль представників богословсько-теологічної, філософської та наукової думки.
Як галузь гуманітарного знання релігієзнавство виникло в Європі у другій половині XIX століття. Засновниками релігієзнавства вважаються Фрідріх Макс Мюллер, Корнеліс Пітер Тіле та П'єр Шантепі де ла Соссе.

## Структура релігієзнавства
Сучасне релігієзнавство, в залежності від академічної та культурної традиції кожної окремої країни, має таку дисциплінарну структуру: Класичний поділ:
- Історія релігії
- Феноменологія релігії
- Соціологія релігії
- Психологія релігії
- Філософія релігії

Проте у європейському релігієзнавстві (окрім Великої Британії) філософію релігії не включають у дисциплінарну структуру релігієзнавства. В Україні і Росії більшість дослідників вважають філософію релігії необхідною складовою релігієзнавчого комплексу. Окрім перерахованих вище дисциплін існують і інші релігієзнавчі дисципліни:
- Антропологія релігії (Етнологія релігії)
- Географія релігії
- Екологія релігії

В Україні працює спеціальна фахова наукова інституція за керівництвом заслуженого діяча науки професора Анатолія Колодного — Відділення Релігієзнавства Інституту філософії імені Г.С. Сковороди НАН України.
Українськими академічними релігієзнавцями було обґрунтовано і запропоновано розширену дисциплінарну структуру сучасного релігієзнавства:
- Філософія релігії
- Феноменологія релігії
- Психологія релігії
- Етикологія релігії
- Соціологія релігії
- Етнологія релігії
- Політологія релігії
- Правологія релігії
- Культурологія релігії
- Історія релігії
- Історіософія релігії
- Географія релігій
- Конфесіологія релігії
- Герменевтика релігії
- Практичне релігієзнавство
- Богословське релігієзнавство

Зокрема було інституалізовано в нових соціогуманітарних обставинах:
- Історіософію релігії
- Практичне релігієзнавство

В українському релігієзнавстві також виділяють такі дисципліни:
- Політологія релігії
- Етнологія релігії
- Правологія релігії
- Економікологія релігії
- Культурологія релігії
- Конфесіологія релігії
- Етикологія релігії
- Лінгвістичне релігієзнавство

Традиція виділяти політологію релігії як окрему релігієзнавчу дисципліну існує і в Польщі. Етнологія релігії в українському релігієзнавстві не тотожна західноєвропейській антропології релігії, оскільки її предметом дослідження є проблема «релігія і нація». Решта дисциплін в іноземних традиціях не зустрічаються, а в Україні не є загальновизнаними.
У релігієзнавстві виділяють два важливі напрями, або розділи, — теоретичний та історичний. Теоретичне релігієзнавство вивчає філософські, соціологічні та психологічні аспекти. Історичне — вивчає історію виникнення та еволюції окремих релігій та вірувань в їхньому взаємозв'язку, звертає увагу на послідовності розвитку релігійних культів.
Обидва напрями складають цілісну систему наукового дослідження релігії. Однак теоретичні й історичні питання релігієзнавства мають власну специфіку і повністю не зливаються, не ототожнюються. Така точка зору відображає об'єктивні процеси інтеграції та диференціації наукових знань про соціальну сутність релігії та її функції.

## Релігієзнавство в Україні
Релігієзнавство в Україні нового часу з'явилося на базі колишнього комуністичного фаху Науковий атеїзм, котрий в 1990–1991 роках втратив свої монопольні позиції на території СРСР і України, і як академічна інституція припинив своє існування. Всі його підрозділи та кадри перейшли у ведення «Релігієзнавства».